# David Phillips
David W. Phillips ( n. 1944) es un climatólogo canadiense. 
Es climatólogo del Environment Canada y portavoz del Servicio meteorológico de Canadá, y autor de muchos libros; y ha recibido varios premios por su obra.
Es el creador del más popular calendario canadiense The Canadian Weather Trivia Calendar.

## Libros
- 1998. Blame It On The Weatherr: strange Canadian weather facts. Edición ilustrada de Key Porter Books, 240 pp. ISBN 1550139681

- 1993. The Day Niagara Falls Ran Dry. Editor Key Porter Books. 226 pp. ISBN 1550134914

- 1990. The Climates Of Canada. Edición ilustrada de Minister of Supply & Services Canada, 176 pp.

- 1989. Climate applications: on user requirements and need for development. Volumen 6 de WCAP (Series). Con F. Singleton. Editor World Met. Org. 80 pp.

- 1984. Climate severity index for Canadians. Con R.B. Crowe. 43 pp.

- 1979. Handbook on climatological data sources of the Atmospheric Environment Service. Editor Atmospheric Environment Service, Canadian Climate Centre, 28 pp. ISBN 0660101556

- 1979. A bibliography of Canadian climate 1972-1976. Compilado por	Morley K. Thomas. Editor Minister of Supply and Services Canada, 135 pp.

- 1976. Modification of the climatic water balance in southern Ontario. Volumen 828 de Technical memoranda, Canada Atmospheric Environment Service. Editor Atmospheric Environment Service, 19 pp.

- 1970. Synthesized winds and wave heights for the Great Lakes. N.º 17 de Climatological studies. Con T. L. Richards. Editor Dept. of Transport, Met. Branch, 53 pp.

- 1967. Average annual water surplus in Canada. N.º 9 de Climatological studies. Con M.E. Sanderson. Editor Dept. of Transport, Met. Branch, 76 pp.